# Ederson (football, 1993)
Pour les articles homonymes, voir Ederson.
Ederson Santana de Moraes, plus communément appelé Ederson, né le 17 août 1993 à Osasco, est un footballeur international brésilien qui évolue au poste de gardien de but au Manchester City Football Club.

## Biographie

### Jeunesse
Né dans la ville d'Osasco au Brésil, Ederson, qui est gaucher, est issu d'un milieu social très pauvre et commence le football en tant qu'arrière gauche avant d'être repositionné en tant que gardien de but. Il a pour modèle Rogério Ceni. Il commence sa carrière de footballeur en 2008 au club local du São Paulo FC où il joue une saison, avant de rejoindre les équipes de jeunes du Benfica Lisbonne en 2009. À l'âge de 16 ans, il passe deux ans en tant que junior avant d'être libéré en 2011 et finalement de signer pour le club de deuxième division portugaise : le GD Ribeirão.

### Carrière en club

#### GD Ribeirão (2011-2012)
Il quitte le Benfica Lisbonne à la fin de la saison 2010-2011 après y avoir évolué depuis 2009 au sein des catégories jeunes. Lors de la saison 2011-2012, il participe à 30 rencontres avec le club brésilien en deuxième division portugaise.

#### Rio Ave FC (2012-2015)
Un an plus tard, Ederson rejoint le club de Primeira Liga Rio Ave , signant un contrat jusqu'en 2014 à l'été 2012. En avril 2015, après une série de bonnes performances et un appel à l' équipe brésilienne des moins de 23 ans , il signe un nouveau contrat avec le club le prolongeant jusqu'en 2019. Il dispute 68 matchs avec Rio Ave FC entre 2012 et 2015.

#### Benfica (2015-2017)

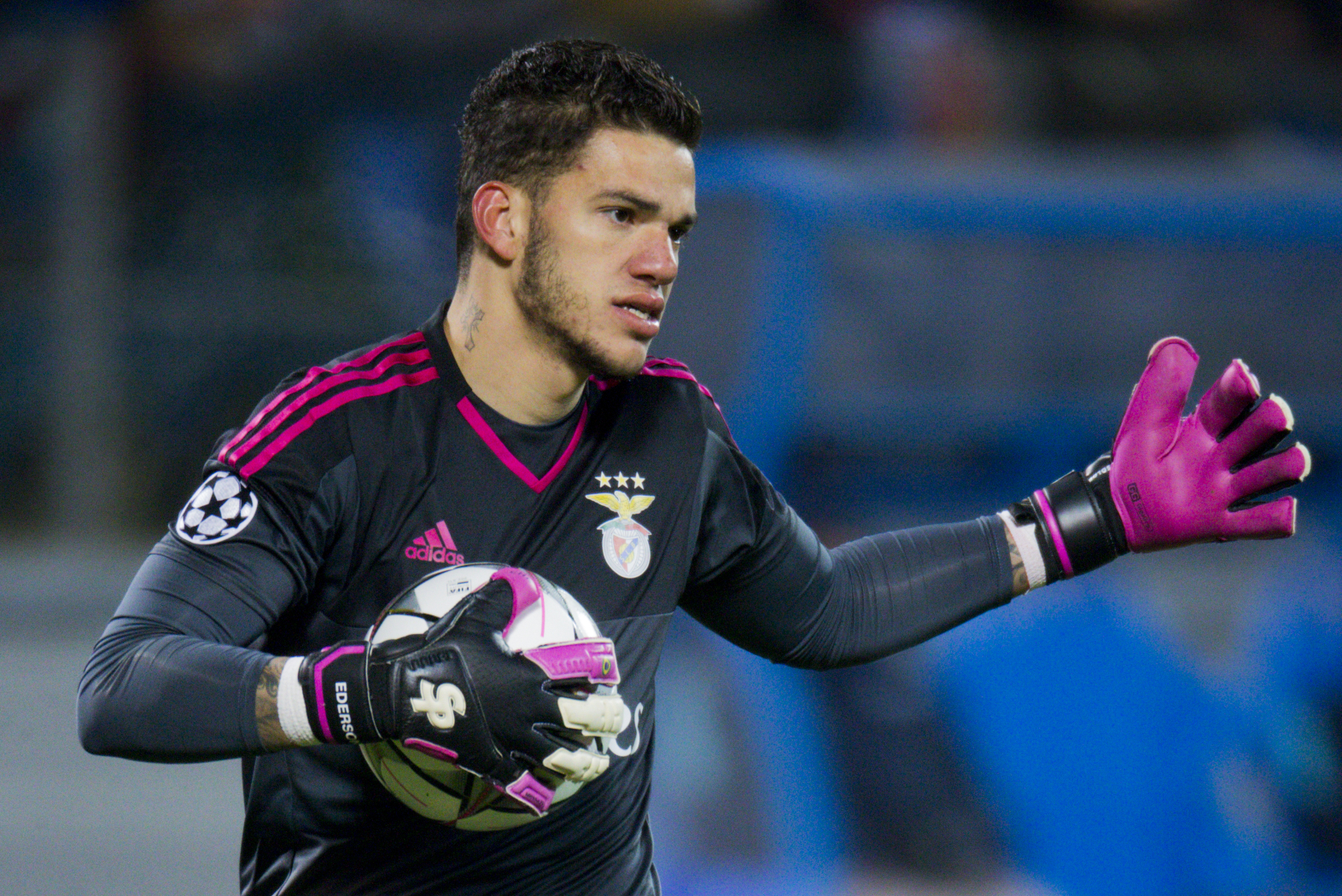
Ederson avec le Benfica Lisbonne en 2016.

Il signe pour 5 ans chez le nouveau champion portugais le Benfica Lisbonne le 27 juin 2015 contre la somme de 500 000 euros et avec une clause libératoire de 45 millions d'euros. Il arrive dans le but de remplacer, sur le long terme, son compatriote Júlio César dans les buts lisboètes.
Ederson intègre d'abord l'équipe réserve en deuxième division portugaise. Il joue son premier match avec le Benfica B le 30 août 2015 contre Varzim (défaite 2-1).
Le 9 août 2015, il est remplaçant lors de la finale de la Supercoupe du Portugal perdue 1-0 face au Sporting Portugal. Il joue son premier match avec Benfica le 29 décembre 2015 contre le CD Nacional en coupe du Portugal (victoire 1-0 et qualification de son équipe). Ederson joue son premier match de Ligue des champions le 9 mars 2016 face au Zenith Saint-Pétersbourg après avoir été sur le banc durant toute l'épopée des siens. Il se retrouve titulaire à la suite de la blessure de Julio César (déchirure des abducteurs) qui le rendra indisponible pour le reste de la saison. Le 5 mars 2016 il est titulaire lors du derby de Lisbonne face au Sporting pour son premier match en championnat. Le 20 mai 2016 il est titulaire lors d'une victoire 6-2 en finale de Coupe de la Ligue portugaise.
Avec le Benfica, il remporte le titre de champion du Portugal et la coupe de la Ligue portugaise en 2016.
Dès la moitié de saison 2016-2017, en raison de ses excellentes performances, il est suivi par des clubs comme Manchester City ou encore le FC Barcelone.
Le 14 février 2017, lors du 8e de finale aller de la Ligue des champions opposant le Benfica Lisbonne au Borussia Dortmund, Ederson permet à son équipe de s'imposer 1-0 en réalisant de nombreux arrêts et en repoussant un penalty de Pierre-Emerick Aubameyang en seconde période.
Le 13 mai 2017 il délivre une passe décisive pour Raúl Jiménez lors d'une victoire 5-0 face au Vitória Guimarães.

#### Manchester City (depuis 2017)
Ederson rejoint Manchester City le 1er juin 2017, pour un transfert évalué à 40 millions d'euros, dont la moitié revient à Benfica, le reste revenant à Rio Ave et à la société de son agent. Il devient ainsi le deuxième gardien le plus cher de l'histoire, après Gianluigi Buffon et son transfert de Parme à la Juventus en 2001 pour 53 millions d’euros, si le transfert est compté en euros. Si ces transferts sont évalués en livre sterling, celui d'Ederson dépasse celui de Buffon.
Ederson est immédiatement inséré comme gardien de premier choix de Pep Guardiola, supplantant Claudio Bravo.
Ederson participe à l'International Champions Cup, une compétition d'avant saison réunissant les meilleures équipes européennes. Il est titulaire lors des trois matchs de son équipe. Pour son premier match, Manchester City s'incline 0-2 contre Manchester United mais s'impose sur le score de 4-1 contre le Real Madrid et 3-0 contre Tottenham Hotspur.
Le 12 août 2017, il dispute sa première rencontre de Premier League à l'occasion de la première journée de championnat contre Brighton, qui se solde par une victoire de Manchester City 0-2.
Le 9 septembre 2017, alors qu'il réalise une excellente prestation face à Liverpool FC à l'Etihad Stadium, il est percuté à la tête par le pied de Sadio Mané alors qu'il devançait ce dernier dans une sortie en dehors de sa surface. Après être resté plus de dix minutes au sol il est remplacé par Claudio Bravo à la 45e minute. Mané sera expulsé à la suite de ce geste et suspendu trois matchs pour "geste dangereux".
Il n'encaisse que deux buts lors de ses neuf premiers matchs avec Manchester City.
Pour sa première saison en Angleterre, il réalise 16 clean sheets en 36 matchs de championnat et remporte la Premier League ainsi que la League Cup. Il atteint les quarts de finale de la Ligue des champions en réalisant 4 clean sheets en 9 matchs.
Deux jours plus tard, le 13 mai 2018, après une première saison remarquable il prolonge son contrat avec Manchester City jusqu'en 2025.
Lors de la saison 2018-2019, il remporte pour la deuxième fois consécutive la Premier League. Le 18 mai 2019, il remporte sa première FA Cup avec Manchester City face à Watford lors d'une victoire 6-0, c'est aussi sa 100e apparition sous les couleurs des skyblues. Cette victoire permet à Ederson et ses coéquipiers de réaliser le triplé domestique à la suite de leurs victoires en championnat et en Coupe de la Ligue.
Lors de la saison 2019-2020, son équipe termine deuxième de Premier League et Ederson remporte le Golden Glove 2020.
Le 31 août 2021, il prolonge son contrat de cinq saisons avec Manchester City soit jusqu'en 2026.
Le 10 juin 2023, il remporte la Ligue des Champions avec Manchester City.
En décembre 2023, il est élu meilleur gardien de football de l'année par l'International Federation of Football History & Statistics (IFFHS). En mars 2024, il manque plusieurs rencontres en raison d'une blessure à une cuisse. En mai, il subit une fracture à l'orbite droite à la suite d'un choc avec Cristian Romero, ce qui le contraint à mettre un terme à sa saison de club.

### En sélection
Il est régulièrement appelé avec la Seleçao depuis 2016 ; la même année, il fait partie de la liste des joueurs convoqués pour participer à la Copa América Centenario.
Le 3 mars 2017, il est convoqué avec la Seleçao pour affronter l'Uruguay et le Paraguay dans le cadre des éliminatoires de la coupe du monde 2018.
Le 11 octobre 2017, pour le dernier match du Brésil dans les éliminatoires de la Coupe du Monde 2018, il honore sa première sélection lors d'une victoire 3-0 contre le Chili.
Il fait partie des 23 joueurs brésiliens sélectionnés pour la Coupe du monde 2018 en Russie. Il honore sa deuxième sélection lors d'un match amical contre l'Arabie saoudite le 12 octobre 2018, victoire 2-0. Il dispute son troisième match avec la Seleção le 20 novembre 2018 contre le Cameroun qui se solde par une victoire 1-0, ce qui porte à trois son nombre de clean sheet total et consécutifs en équipe nationale en autant de sélections.
Le 23 mars 2019, il prend part à sa quatrième sélection avec le Brésil lors d'un match nul 1-1 face au Panama. Durant l'été, il participe à la Copa América 2019 avec son pays. Le Brésil sortira vainqueur de la compétition durant laquelle Ederson restera sur le banc. Deux années plus tard, il est de nouveau convoqué pour participer à la Copa America 2021, où les brésiliens s'inclineront en finale contre l'Argentine.
Le 7 novembre 2022, il est sélectionné par Tite pour participer à la Coupe du monde 2022. Barré par la concurrence d'Alisson Becker, il ne s'impose pas durablement dans les cages brésiliennes et doit se contenter du banc. Le 10 mai 2024, il figure dans la liste des joueurs retenus par Dorival Júnior pour participer à la Copa América 2024. Blessé quelques jours plus tard durant un match avec son club, Ederson est remplacé le 19 mai dans la sélection brésilienne par Rafael.

### Caractéristiques
Le 11 mai 2018, Ederson bat le record du plus long dégagement du monde, certifié par le Guinness Book des Records avec un dégagement de 75,35 mètres. Son point fort est son jeu au pied, que ce soit dans la puissance de ses dégagements mais aussi par la précision de ses passes longues et donc sa capacité à initier et à participer à la construction du jeu.

## Statistiques
| Saison                | Club                  | Championnat           | Championnat | Championnat | Championnat | Coupe nationale | Coupe nationale | Coupe nationale | Coupe de la Ligue | Coupe de la Ligue | Coupe de la Ligue | Supercoupe | Supercoupe | Supercoupe | Compétition(s) continentale(s) | Compétition(s) continentale(s) | Compétition(s) continentale(s) | Compétition(s) continentale(s) | Supercoupe UEFA | Supercoupe UEFA | Supercoupe UEFA | Coupe du monde des clubs | Coupe du monde des clubs | Coupe du monde des clubs | Total | Total | Total |
| Saison                | Club                  | Division              | M.          | B.          | P.d.        | M.              | B.              | P.d.            | M.                | B.                | P.d.              | M.         | B.         | P.d.       | Comp.                          | M.                             | B.                             | P.d.                           | M.              | B.              | P.d.            | M.                       | B.                       | P.d.                     | M.    | B.    | P.d.  |
| 2011-2012             | Ribeirão              | Segunda Divisão       | 29          | 0           | 0           | 1               | 0               | 0               | -                 | -                 | -                 | -          | -          | -          | -                              | -                              | -                              | -                              | -               | -               | -               | -                        | -                        | -                        | 30    | 0     | 0     |
| Sous-total            | Sous-total            | Sous-total            | 29          | 0           | 0           | 1               | 0               | 0               | -                 | -                 | -                 | -          | -          | -          | -                              | -                              | -                              | -                              | -               | -               | -               | -                        | -                        | -                        | 30    | 0     | 0     |
| 2012-2013             | Rio Ave FC            | Primeira Liga         | 2           | 0           | 0           | 2               | 0               | 0               | 4                 | 0                 | 0                 | -          | -          | -          | -                              | -                              | -                              | -                              | -               | -               | -               | -                        | -                        | -                        | 8     | 0     | 0     |
| 2013-2014             | Rio Ave FC            | Primeira Liga         | 18          | 0           | 0           | 7               | 0               | 0               | 3                 | 0                 | 0                 | -          | -          | -          | -                              | -                              | -                              | -                              | -               | -               | -               | -                        | -                        | -                        | 28    | 0     | 0     |
| 2014-2015             | Rio Ave FC            | Primeira Liga         | 17          | 0           | 0           | 5               | 0               | 0               | 4                 | 0                 | 0                 | -          | -          | -          | C3                             | 2                              | 0                              | 0                              | -               | -               | -               | -                        | -                        | -                        | 28    | 0     | 0     |
| Sous-total            | Sous-total            | Sous-total            | 37          | 0           | 0           | 14              | 0               | 0               | 11                | 0                 | 0                 | -          | -          | -          | -                              | 2                              | 0                              | 0                              | -               | -               | -               | -                        | -                        | -                        | 64    | 0     | 0     |
| 2015                  | Benfica Lisbonne B    | LigaPro               | 4           | 0           | 0           | -               | -               | -               | -                 | -                 | -                 | -          | -          | -          | -                              | -                              | -                              | -                              | -               | -               | -               | -                        | -                        | -                        | 4     | 0     | 0     |
| 2015-2016             | Benfica Lisbonne      | Primeira Liga         | 10          | 0           | 0           | -               | -               | -               | 5                 | 0                 | 0                 | -          | -          | -          | C1                             | 3                              | 0                              | 0                              | -               | -               | -               | -                        | -                        | -                        | 18    | 0     | 0     |
| 2016-2017             | Benfica Lisbonne      | Primeira Liga         | 27          | 0           | 1           | 3               | 0               | 0               | 3                 | 0                 | 0                 | -          | -          | -          | C1                             | 7                              | 0                              | 0                              | -               | -               | -               | -                        | -                        | -                        | 40    | 0     | 1     |
| Sous-total            | Sous-total            | Sous-total            | 37          | 0           | 1           | 3               | 0               | 0               | 8                 | 0                 | 0                 | -          | -          | -          | -                              | 10                             | 0                              | 0                              | -               | -               | -               | -                        | -                        | -                        | 58    | 0     | 1     |
| 2017-2018             | Manchester City       | Premier League        | 36          | 0           | 0           | -               | -               | -               | -                 | -                 | -                 | -          | -          | -          | C1                             | 9                              | 0                              | 0                              | -               | -               | -               | -                        | -                        | -                        | 45    | 0     | 0     |
| 2018-2019             | Manchester City       | Premier League        | 38          | 0           | 1           | 6               | 0               | 0               | 1                 | 0                 | 0                 | -          | -          | -          | C1                             | 10                             | 0                              | 1                              | -               | -               | -               | -                        | -                        | -                        | 55    | 0     | 2     |
| 2019-2020             | Manchester City       | Premier League        | 35          | 0           | 0           | 1               | 0               | 0               | -                 | -                 | -                 | -          | -          | -          | C1                             | 8                              | 0                              | 0                              | -               | -               | -               | -                        | -                        | -                        | 44    | 0     | 0     |
| 2020-2021             | Manchester City       | Premier League        | 36          | 0           | 1           | -               | -               | -               | -                 | -                 | -                 | -          | -          | -          | C1                             | 12                             | 0                              | 0                              | -               | -               | -               | -                        | -                        | -                        | 48    | 0     | 1     |
| 2021-2022             | Manchester City       | Premier League        | 37          | 0           | 0           | 1               | 0               | 0               | -                 | -                 | -                 | -          | -          | -          | C1                             | 11                             | 0                              | 0                              | -               | -               | -               | -                        | -                        | -                        | 49    | 0     | 0     |
| 2022-2023             | Manchester City       | Premier League        | 35          | 0           | 1           | 1               | 0               | 0               | -                 | -                 | -                 | 1          | 0          | 0          | C1                             | 11                             | 0                              | 0                              | -               | -               | -               | -                        | -                        | -                        | 48    | 0     | 1     |
| 2023-2024             | Manchester City       | Premier League        | 33          | 0           | 0           | -               | -               | -               | -                 | -                 | -                 | -          | -          | -          | C1                             | 7                              | 0                              | 0                              | 1               | 0               | 0               | 2                        | 0                        | 0                        | 43    | 0     | 0     |
| 2024-2025             | Manchester City       | Premier League        | 25          | 0           | 4           | 2               | 0               | 0               | -                 | -                 | -                 | 1          | 0          | 0          | C1                             | 8                              | 0                              | 0                              | -               | -               | -               | 3                        | 0                        | 0                        | 39    | 0     | 4     |
| Sous-total            | Sous-total            | Sous-total            | 275         | 0           | 7           | 11              | 0               | 0               | 1                 | 0                 | 0                 | 2          | 0          | 0          | -                              | 76                             | 0                              | 1                              | 1               | 0               | 0               | 5                        | 0                        | 0                        | 371   | 0     | 8     |
| Total sur la carrière | Total sur la carrière | Total sur la carrière | 379         | 0           | 8           | 29              | 0               | 0               | 20                | 0                 | 0                 | 2          | 0          | 0          | -                              | 88                             | 0                              | 1                              | 1               | 0               | 0               | 5                        | 0                        | 0                        | 524   | 0     | 9     |

### En sélection nationale
| Saison                | Sélection             | Phases finales        | Phases finales | Phases finales | Éliminatoires CDM | Éliminatoires CDM | Matchs amicaux | Matchs amicaux | Total | Total |
| Saison                | Sélection             | Compétition           | M              | B              | M                 | B                 | M              | B              | M     | B     |
| --------------------- | --------------------- | --------------------- | -------------- | -------------- | ----------------- | ----------------- | -------------- | -------------- | ----- | ----- |
| 2016-2017             | Brésil                | -                     | -              | -              | 0                 | 0                 | 0              | 0              | 0     | 0     |
| 2017-2018             | Brésil                | Coupe du monde 2018   | 0              | 0              | 1                 | 0                 | 0              | 0              | 1     | 0     |
| 2018-2019             | Brésil                | Copa América 2019     | 0              | 0              | -                 | -                 | 4              | 0              | 4     | 0     |
| 2019-2020             | Brésil                | -                     | -              | -              | -                 | -                 | 4              | 0              | 4     | 0     |
| 2020-2021             | Brésil                | Copa América 2021     | 4              | 0              | 3                 | 0                 | -              | -              | 7     | 0     |
| 2021-2022             | Brésil                | -                     | -              | -              | 2                 | 0                 | -              | -              | 2     | 0     |
| 2022-2023             | Brésil                | Coupe du monde 2022   | 1              | 0              | -                 | -                 | 2              | 0              | 3     | 0     |
| 2023-2024             | Brésil                | Copa América 2024     | -              | -              | 4                 | 0                 | -              | -              | 4     | 0     |
| 2024-2025             | Brésil                | -                     | -              | -              | 4                 | 0                 | -              | -              | 4     | 0     |
| Total sur la carrière | Total sur la carrière | Total sur la carrière | 5              | 0              | 14                | 0                 | 10             | 0              | 29    | 0     |

## Palmarès

### En club
|  |  | Benfica Lisbonne - Championnat du Portugal - Champion : 2016 et 2017 - Coupe de la ligue portugaise - Vainqueur : 2016 - Coupe du Portugal - Vainqueur : 2017 - Supercoupe du Portugal - Vainqueur : 2017 Manchester City - Championnat d'Angleterre - Champion : 2018, 2019, 2021, 2022, 2023 et 2024 - Coupe de la ligue anglaise - Vainqueur : 2018, 2019, 2020 et 2021 - Coupe d'Angleterre - Vainqueur : 2019 et 2023 - Finaliste : 2024 - Community Shield - Vainqueur : 2018, 2019 et 2024 - Ligue des champions - Vainqueur : 2023 - Finaliste : 2021 - Supercoupe de l'UEFA - Vainqueur : 2023 - Coupe du monde des clubs de la FIFA - Vainqueur : 2023 |

### En sélection
|  |  | Brésil U20 - Tournoi de Toulon - Vainqueur : 2014 Brésil - Copa América - Vainqueur : 2019 - Finaliste : 2021 |

### Distinctions personnelles
|  |  | - Membre de l'équipe-type de Premier League en 2019, 2021 - Trophée du meilleur gardien du championnat d'Angleterre en 2020, 2021, 2022 - Membre de l’équipe type de la Ligue des Champions en 2021 - Meilleur gardien de football de l'année (IFFHS) en 2023 - Meilleur Gardien FIFA 2023 - Elu dans le XI FIFPRO 2024. |